# Associazione Sportiva Roma 1962-1963
Questa voce raccoglie le informazioni riguardanti l'Associazione Sportiva Roma nelle competizioni ufficiali della stagione 1962-1963.

## Stagione
La stagione si apre con le dimissioni di Anacleto Gianni, unico presidente ad aver vinto con la squadra capitolina un trofeo europeo. L'assemblea dei soci, due mesi dopo, elegge come presidente il conte Francesco Marini Dettina. Sul fronte del calciomercato si conferma la tendenza dell'epoca di acquistare celebrità ormai sul viale del tramonto: quest'anno tocca a John Charles e a Orvar Bergmark vestire, a 32 anni, la casacca giallorossa. Il campionato inizia in maniera deludente e ciò costringe la dirigenza a cambiare allenatore: dopo la sconfitta interna con il L.R. Vicenza, si passa da Luis Carniglia ad Alfredo Foni. Il cambio non giova molto alla compagine capitolina che arriva nuovamente quinta in campionato. Uniche soddisfazioni sono il titolo di capocannoniere della Serie A vinto da Pedro Manfredini con 19 reti e il buon cammino in Coppa delle Fiere, dove la Roma arrivò in semifinale e viene sconfitta solo dal futuro vincitore della competizione, il Valencia.

## Divise
La divisa primaria è costituita da maglia rossa con colletto a polo, pantaloncini bianchi, calze rosse bordate di giallo; in trasferta viene usata una maglia bianca con colletto a polo e con una banda giallorossa obliqua, pantaloncini neri e calzettoni bianchi bordati di giallorosso. Come terza divisa viene usato un kit composto da maglia gialla con collo a V rosso, pantaloncini neri e calzettoni rossi bordati di giallo. I portieri hanno due divise, una costituita da maglia grigia con colletto a polo giallorosso abbinata a calzoncini neri e calzettoni rossi bordati di giallo, l'altra da maglia verde con colletto giallorosso abbinata agli stessi calzettoni e calzoncini.
| Casa | Trasferta | Terza divisa | 1ª portiere | 2ª portiere |

## Organigramma societario
Di seguito l'organigramma societario.
Area direttiva
- Presidente: Francesco Marini-Dettina

Area tecnica
- Allenatore: Luis Carniglia, poi dalla 8ª Alfredo Foni

## Rosa
Di seguito la rosa.
| N. |                   | Ruolo | Calciatore           |
| -- | ----------------- | ----- | -------------------- |
|    | Italia (bandiera) | P     | Fabio Cudicini       |
|    | Italia (bandiera) | P     | Alberto Ginulfi      |
|    | Italia (bandiera) | P     | Enzo Matteucci       |
|    | Svezia (bandiera) | D     | Orvar Bergmark       |
|    | Italia (bandiera) | D     | Sergio Carpanesi     |
|    | Italia (bandiera) | D     | Francesco Carpenetti |
|    | Italia (bandiera) | D     | Giulio Corsini       |
|    | Italia (bandiera) | D     | Alfio Fontana        |
|    | Italia (bandiera) | D     | Giacomo Losi         |
|    | Italia (bandiera) | D     | Leopoldo Raimondi    |
|    | Italia (bandiera) | D     | Bartolomeo Tarantino |
|    | Italia (bandiera) | C     | Giancarlo De Sisti   |

| N. |                      | Ruolo | Calciatore                  |
| -- | -------------------- | ----- | --------------------------- |
|    | Italia (bandiera)    | C     | Egidio Guarnacci (capitano) |
|    | Austria (bandiera)   | C     | Wilhelm Huberts             |
|    | Svezia (bandiera)    | C     | Torbjörn Jonsson            |
|    | Italia (bandiera)    | C     | Francisco Lojacono          |
|    | Italia (bandiera)    | C     | Giampaolo Menichelli        |
|    | Italia (bandiera)    | C     | Alberto Orlando             |
|    | Italia (bandiera)    | C     | Paolo Pestrin               |
|    | Italia (bandiera)    | A     | Antonio Angelillo           |
|    | Galles (bandiera)    | A     | John Charles                |
|    | Italia (bandiera)    | A     | Cataldo Di Virgilio         |
|    | Italia (bandiera)    | A     | Lamberto Leonardi           |
|    | Argentina (bandiera) | A     | Pedro Manfredini            |

Acquisti nella sessione estiva del 1963 (quindi nella stagione successiva a questa) e utilizzati nella Coppa delle Alpi
| N. |                   | Ruolo | Calciatore     |
| -- | ----------------- | ----- | -------------- |
|    | Italia (bandiera) | D     | Mario Ardizzon |

| N. |                   | Ruolo | Calciatore      |
| -- | ----------------- | ----- | --------------- |
|    | Italia (bandiera) | C     | Sergio Frascoli |

## Calciomercato
Di seguito il calciomercato.
| Acquisti | Acquisti             | Acquisti          | Acquisti   |
| R.       | Nome                 | da                | Modalità   |
| -------- | -------------------- | ----------------- | ---------- |
| P        | Alberto Ginulfi      | Tevere Roma       | definitivo |
| D        | Orvar Bergmark       | Örebro            | definitivo |
| D        | Bartolomeo Tarantino | Siracusa          | definitivo |
| D        | Francesco Carpenetti | Triestina         | definitivo |
| C        | Wilhelm Huberts      | New York Hungaria | definitivo |
| A        | John Charles         | Leeds Utd         | definitivo |
| A        | Lamberto Leonardi    | Modena            | definitivo |

| Cessioni | Cessioni                | Cessioni    | Cessioni      |
| R.       | Nome                    | a           | Modalità      |
| -------- | ----------------------- | ----------- | ------------- |
| P        | Giannantonio La Bella   | ?           | ?             |
| D        | Orvar Bergmark          | Örebro      | definitivo    |
| D        | Leopoldo Raimondi       | Brescia     | definitivo    |
| C        | Bruno Abbatini          | Cesena      | definitivo    |
| C        | Michele Chirico         | Modena      | definitivo    |
| C        | Luigi Giuliano          | -           | fine carriera |
| C        | Juan Alberto Schiaffino | -           | fine carriera |
| A        | Cataldo Di Virgilio     | Salernitana | definitivo    |

## Risultati

### Serie A

#### Girone di andata
| Arbitro: | Jonni (Macerata) |

|                                 |           |  |
| Menichelli 56’ Jonsson 64’, 88’ | Marcatori |  |

| Arbitro: | Genel (Trieste) |

|              |           |  |
| Giagnoni 50’ | Marcatori |  |

| Arbitro: | Di Tonno (Lecce) |

|                          |           |  |
| Orlando 34’ Lojacono 43’ | Marcatori |  |

| Catania 7 ottobre 1962, ore 15:00 4ª giornata | Catania             | 0 – 0 referto | Roma | Stadio Cibali (20.000 circa spett.)\| Arbitro: \| Gambarotta (Genova) \| |
| Arbitro:                                      | Gambarotta (Genova) |               |      |                                                                          |

| Arbitro: | Jonni (Macerata) |

|              |           |             |
| Lojacono 18’ | Marcatori | 36’ Miranda |

| Arbitro: | Grignani (Milano) |

|                                         |           |  |
| de Souza 30’ Gori 32’ Dell'Omodarme 62’ | Marcatori |  |

| Arbitro: | Babini (Ravenna) |

|  |           |          |
|  | Marcatori | 15’ Puia |

| Arbitro: | Campanati (Milano) |

|  |           |                                             |
|  | Marcatori | 1’ Angelillo 9’, 79’, 88’ (rig.) Manfredini |

| Arbitro: | Gambarotta (Genova) |

|                             |           |              |
| Orlando 3’, 10’ Charles 58’ | Marcatori | 75’ Pascutti |

| Arbitro: | Marchese (Napoli) |

|                            |           |                      |
| Charles 29’ Manfredini 60’ | Marcatori | 62’ Canella 72’ Magi |

| Arbitro: | Lo Bello (Siracusa) |

|                           |           |                    |
| Locatelli 54’ (rig.), 70’ | Marcatori | 4’, 51’ Manfredini |

| Arbitro: | Rigato (Mestre) |

|  |           |              |
|  | Marcatori | 55’ Altafini |

| Arbitro: | Francescon (Padova) |

|                      |           |                        |
| Bean 26’ Firmani 33’ | Marcatori | 4’ Jonsson 55’ Charles |

| Arbitro: | Righi (Milano) |

|                                   |           |  |
| Manfredini 23’ (rig.) Charles 38’ | Marcatori |  |

| Arbitro: | De Marchi (Pordenone) |

|                            |           |  |
| Mazzola 27’ Di Giacomo 72’ | Marcatori |  |

| Arbitro: | Jonni (Macerata) |

|                                |           |                     |
| Calvanese 17’, 87’ Nielsen 77’ | Marcatori | 44’ (rig.) Lojacono |

| Arbitro: | Sebastio (Taranto) |

|                           |           |                 |
| Angelillo 18’ Orlando 29’ | Marcatori | 47’, 87’ Raffin |

#### Girone di ritorno
| Arbitro: | Campanati (Milano) |

|                                              |           |                                 |
| Corelli 70’ (rig.), 73’ (rig.) Fraschini 79’ | Marcatori | 42’, 48’ (rig.), 72’ Manfredini |

| Arbitro: | Jonni (Macerata) |

|                                                                              |           |             |
| Angelillo 6’ Menichelli 40’, 47’ Jonsson 75’ Orlando 79’, 88’ Manfredini 84’ | Marcatori | 10’ Sormani |

| Arbitro: | Angonese (Mestre) |

|            |           |                                          |
| Goldoni 4’ | Marcatori | 8’ Angelillo 43’ Leonardi 90’ Manfredini |

| Arbitro: | Campanati (Milano) |

|                                                                    |           |                   |
| Manfredini 3’, 60’ Angelillo 39’ Bicchierai 71’ (aut.) Orlando 73’ | Marcatori | 59’ (rig.) Prenna |

| Arbitro: | Gambarotta (Genova) |

|                         |           |  |
| del Sol 60’ Miranda 67’ | Marcatori |  |

| Roma 24 febbraio 1963, ore 15:00 23ª giornata | Roma           | 0 – 0 referto | SPAL | Stadio Olimpico di Roma (50.000 circa spett.)\| Arbitro: \| Righi (Milano) \| |
| Arbitro:                                      | Righi (Milano) |               |      |                                                                               |

| Vicenza 3 marzo 1963, ore 15:00 24ª giornata | L.R. Vicenza     | 0 – 0 referto | Roma | Stadio Romeo Menti (12.000 circa spett.)\| Arbitro: \| Politano (Cuneo) \| |
| Arbitro:                                     | Politano (Cuneo) |               |      |                                                                            |

| Arbitro: | Righetti (Torino) |

|                                  |           |  |
| Sereni 48’ (aut.) Menichelli 55’ | Marcatori |  |

| Bologna 17 marzo 1963, ore 15:00 26ª giornata | Bologna             | 0 – 0 referto | Roma | Stadio Comunale (20.000 circa spett.)\| Arbitro: \| Lo Bello (Siracusa) \| |
| Arbitro:                                      | Lo Bello (Siracusa) |               |      |                                                                            |

| Arbitro: | Varazzani (Parma) |

|               |           |             |
| Cavicchia 57’ | Marcatori | 10’ Jonsson |

| Arbitro: | Rigato (Mestre) |

|                                                  |           |  |
| Manfredini 12’, 61’ (rig.), 64’ De Sisti 7’, 78’ | Marcatori |  |

| Arbitro: | Angonese (Mestre) |

|  |           |               |
|  | Marcatori | 22’ Angelillo |

| Arbitro: | Jonni (Macerata) |

|             |           |  |
| Jonsson 12’ | Marcatori |  |

| Genova 28 aprile 1963, ore 15:30 31ª giornata | Sampdoria           | 0 – 0 referto | Roma | Stadio Luigi Ferraris (15.000 circa spett.)\| Arbitro: \| Francescon (Padova) \| |
| Arbitro:                                      | Francescon (Padova) |               |      |                                                                                  |

| Arbitro: | Lo Bello (Siracusa) |

|                                           |           |  |
| Manfredini 29’, 62’ (rig.) Menichelli 76’ | Marcatori |  |

| Arbitro: | Cirone (Palermo) |

|             |           |          |
| Orlando 80’ | Marcatori | 56’ Nova |

| Arbitro: | Marchese (Napoli) |

|          |           |                |
| Dori 16’ | Marcatori | 50’ Menichelli |

### Coppa Italia
| Arbitro: | Marchese (Napoli) |

|            |           |                                                                    |
| Congiu 20’ | Marcatori | 5’ Manfredini 12’ (aut.) Martiradonna 31’ Pestrin 64’, 80’ Jonsson |

| Arbitro: | Sebastio (Taranto) |

|                                                 |           |           |
| Di Virgilio 18’ Lojacono 20’ (rig.) Orlando 29’ | Marcatori | 48’ Galli |

| Arbitro: | Roversi (Bologna) |

|                             |           |                                                                            |
| Lojacono 37’ Menichelli 83’ | Marcatori | 13’ Galli 25’ (aut.) Guarnacci 34’ (aut.) Corsini 74’ Germano 85’ Bagnasco |

### Coppa delle Fiere
| Arbitro: | Talù |

|               |           |                                         |
| Nazmi 19’ 55’ | Marcatori | 20’ Orlando 32’ Lojacono 41’ Menichelli |

| Arbitro: | Bajić |

|                                                                                           |           |          |
| Manfredini 1’, 41’, 57’, 82’ Jonsson 16’, 21’ Lojacono 30’ (pen.), 73’, 89’ Angelillo 69’ | Marcatori | 56’ Nail |

| Arbitro: | Faucheux |

|                         |           |                                                     |
| Villa 30’ Marcelino 84’ | Marcatori | 1’ Lojacono 60’ Manfredini 62’ De Sisti 80’ Charles |

| Arbitro: | Škorić |

|              |           |                             |
| Angelillo 6’ | Marcatori | 41’ (aut.) Corsini 82’ Sigi |

| Arbitro: | Gerő |

|                                            |           |  |
| Manfredini 22’ Lojacono 24’ Menichelli 47’ | Marcatori |  |

| Arbitro: | Tschenteschel |

|                  |           |  |
| Malešev 12’, 74’ | Marcatori |  |

| Arbitro: | Watson |

|                                  |           |  |
| Chicão 78’ Núñez 84’ Guillot 88’ | Marcatori |  |

| Arbitro: | Kreitlein |

|               |           |  |
| Angelillo 25’ | Marcatori |  |

### Coppa delle Alpi

#### Fase a gironi
| Arbitro: | Angonese |

|          |           |                                                                           |
| Duret 5’ | Marcatori | 12’ Charles 15’ Leonardi 41’ De Sisti 47’ Jonsson 56’, 73’, 78’ Angelillo |

| Arbitro: | Keller |

|                 |           |  |
| Sivori 43’, 51’ | Marcatori |  |

| Arbitro: | Mellet |

|           |           |                                       |
| Weber 85’ | Marcatori | 16’, 70’Manfredini 31’, 51’ Angelillo |

#### Finale 3º posto
| Arbitro: | Marchese |

|                                                          |           |            |
| Leonardi 1’ Guarnacci 25’ Jonsson 42’, 51’ Angelillo 78’ | Marcatori | 77’ Zaglio |

## Statistiche

### Statistiche di squadra
Di seguito le statistiche di squadra.
| Competizione      | Punti | In casa | In casa | In casa | In casa | In casa | In casa | In trasferta | In trasferta | In trasferta | In trasferta | In trasferta | In trasferta | Totale | Totale | Totale | Totale | Totale | Totale | DR  |
| Competizione      | Punti | G       | V       | N       | P       | Gf      | Gs      | G            | V            | N            | P            | Gf           | Gs           | G      | V      | N      | P      | Gf     | Gs     | DR  |
| ----------------- | ----- | ------- | ------- | ------- | ------- | ------- | ------- | ------------ | ------------ | ------------ | ------------ | ------------ | ------------ | ------ | ------ | ------ | ------ | ------ | ------ | --- |
| Serie A           | 40    | 17      | 10      | 5       | 2       | 39      | 11      | 17           | 3            | 9            | 5            | 18           | 21           | 34     | 13     | 14     | 7      | 57     | 32     | +25 |
| Coppa Italia      | -     | 2       | 1       | 0       | 1       | 5       | 6       | 1            | 1            | 0            | 0            | 5            | 1            | 3      | 2      | 0      | 1      | 10     | 7      | +3  |
| Coppa delle Fiere | -     | 4       | 3       | 0       | 1       | 15      | 3       | 4            | 2            | 0            | 2            | 7            | 9            | 8      | 5      | 0      | 3      | 22     | 12     | +10 |
| Coppa delle Alpi  | -     | 0       | 0       | 0       | 0       | 0       | 0       | 4            | 3            | 0            | 1            | 16           | 5            | 4      | 3      | 0      | 1      | 16     | 5      | +11 |
| Totale            | -     | 23      | 14      | 5       | 4       | 59      | 20      | 22           | 6            | 9            | 7            | 46           | 36           | 45     | 20     | 14     | 11     | 105    | 56     | +49 |

### Andamento in campionato
| Giornata  | 1 | 2  | 3 | 4 | 5 | 6 | 7  | 8 | 9 | 10 | 11 | 12 | 13 | 14 | 15 | 16 | 17 | 18 | 19 | 20 | 21 | 22 | 23 | 24 | 25 | 26 | 27 | 28 | 29 | 30 | 31 | 32 | 33 | 34 |
| --------- | - | -- | - | - | - | - | -- | - | - | -- | -- | -- | -- | -- | -- | -- | -- | -- | -- | -- | -- | -- | -- | -- | -- | -- | -- | -- | -- | -- | -- | -- | -- | -- |
| Luogo     | C | T  | C | T | C | T | C  | T | C | C  | T  | C  | T  | C  | T  | T  | C  | T  | C  | T  | C  | T  | C  | T  | C  | T  | T  | C  | T  | C  | T  | C  | C  | T  |
| Risultato | V | P  | V | N | N | P | P  | V | V | N  | N  | P  | N  | V  | P  | P  | N  | N  | V  | V  | V  | P  | N  | N  | V  | N  | N  | V  | V  | V  | N  | V  | N  | N  |
| Posizione | 1 | 10 | 4 | 3 | 4 | 8 | 12 | 8 | 5 | 6  | 5  | 7  | 9  | 9  | 9  | 10 | 9  | 10 | 8  | 8  | 7  | 8  | 8  | 8  | 8  | 7  | 7  | 5  | 5  | 5  | 5  | 5  | 5  | 5  |

Legenda:

Luogo: C = Casa; T = Trasferta. Risultato: V = Vittoria; N = Pareggio; P = Sconfitta.

### Statistiche dei giocatori
Desunte dai tabellini del Corriere dello Sport, de La Stampa e de L'Unità.
| Giocatore      | Serie A  | Serie A | Coppa Italia | Coppa Italia | Coppa delle Fiere | Coppa delle Fiere | Coppa delle Alpi | Coppa delle Alpi | Totale   | Totale |
| Giocatore      | Presenze | Reti    | Presenze     | Reti         | Presenze          | Reti              | Presenze         | Reti             | Presenze | Reti   |
| -------------- | -------- | ------- | ------------ | ------------ | ----------------- | ----------------- | ---------------- | ---------------- | -------- | ------ |
| A. Angelillo   | 31       | 6       | 2            | 0            | 8                 | 3                 | 4                | 6                | 45       | 15     |
| J. Charles     | 10       | 4       | 0            | 0            | 2                 | 1                 | 2                | 1                | 14       | 6      |
| F. Cudicini    | 28       | -24     | 2            | -6           | 6                 | -10               | 1                | -1               | 37       | -41    |
| O. Bergmark    | 2        | 0       | 1            | 0            | 0                 | 0                 | 0                | 0                | 3        | 0      |
| S. Carpanesi   | 26       | 0       | 3            | 0            | 5                 | 0                 | 0                | 0                | 34       | 0      |
| F. Carpenetti  | 0        | 0       | 0            | 0            | 0                 | 0                 | 0                | 0                | 0        | 0      |
| G. Corsini     | 12       | 0       | 2            | 0            | 3                 | 0                 | 4                | 0                | 21       | 0      |
| G. De Sisti    | 18       | 2       | 0            | 0            | 5                 | 1                 | 4                | 1                | 27       | 4      |
| C. Di Virgilio | 0        | 0       | 1            | 1            | 0                 | 0                 | 0                | 0                | 1        | 1      |
| A. Fontana     | 34       | 0       | 1            | 0            | 8                 | 0                 | 4                | 0                | 47       | 0      |
| A. Ginulfi     | 3        | -2      | 0            | 0            | 0                 | 0                 | 0                | 0                | 3        | -2     |
| E. Guarnacci   | 23       | 0       | 3            | 0            | 3                 | 0                 | 2                | 1                | 31       | 1      |
| W. Huberts     | 0        | 0       | 0            | 0            | 0                 | 0                 | 0                | 0                | 0        | 0      |
| T. Jonsson     | 25       | 6       | 3            | 2            | 7                 | 2                 | 3                | 3                | 38       | 13     |
| L. Leonardi    | 6        | 1       | 2            | 0            | 1                 | 0                 | 4                | 2                | 13       | 3      |
| F. Lojacono    | 12       | 3 (-3)  | 2            | 2            | 5                 | 6                 | 0                | 0                | 19       | 11     |
| G. Losi        | 33       | 0       | 3            | 0            | 8                 | 0                 | 4                | 0                | 48       | 0      |
| P. Manfredini  | 25       | 19      | 2            | 1            | 7                 | 6                 | 2                | 2                | 36       | 28     |
| E. Matteucci   | 3        | -3      | 1            | -1           | 2                 | -2                | 2                | -3               | 8        | -9     |
| L. Raimondi    | 0        | 0       | 1            | 0            | 0                 | 0                 | 0                | 0                | 1        | 0      |
| B. Tarantino   | 0        | 0       | 0            | 0            | 0                 | 0                 | 0                | 0                | 0        | 0      |
| G. Menichelli  | 26       | 6       | 1            | 1            | 5                 | 2                 | 0                | 0                | 32       | 9      |
| A. Orlando     | 31       | 8       | 2            | 1            | 6                 | 1                 | 0                | 0                | 39       | 10     |
| P. Pestrin     | 26       | 0       | 2            | 1            | 7                 | 0                 | 1                | 0                | 36       | 1      |
| M. Ardizzon    | -        | -       | -            | -            | -                 | -                 | 4                | 0                | 4        | 0      |
| S. Frascoli    | -        | -       | -            | -            | -                 | -                 | 4                | 0                | 4        | 0      |

## Giovanili

### Piazzamenti
- Primavera: 
  - Campionato Primavera:

### Videografia
- Manuela Romano (a cura di), La storia della A.S. Roma (10 DVD-Video), Corriere dello Sport, Rai Trade, 2006.